# Sallèles-Cabardès
 Sallèles-Cabardès  es una población y comuna francesa, en la región de Languedoc-Rosellón, departamento de Aude, en el distrito de Carcasona y cantón de Conques-sur-Orbiel.

## Demografía
| 166 | 159 | 97 | 125 | 115 | 105 |
| Para los censos de 1962 a 1999 la población legal corresponde a la población sin duplicidades (Fuente: INSEE [Consultar]) |     |    |     |     |     |